# Psamtik II.
Psamtik II. (također poznat i kao Psametik ili Psametih) je bio egipatski faraon iz saiske ili XXVI. dinastije (595. pr. Kr. - 589. pr. Kr.). Pozn

## Životopis
Psamtik je nastavio politiku svog oca prema Levantu, te je godine 592. pr. Kr. poduzeo pohod u Palestinu s ciljem da izazove protubabilonsko raspoloženje. Međutim, u tome nije imao uspjeha.
Psamtik je imao više uspjeha prilikom pohoda na Nubiju, odnosno državu Kuš. Povod za pohod je bio dolazak na vlast kušitskog kralja Anlamanija, odnosno strah kako bi Kušiti mogli u savezu s Babiloncima napasti Egipat i obnoviti XXV. dinastiju. Psamtikova vojska, čiji su veliki dio činili karijski i grčki vojnici prodrla je duboko na jug, sve do Četvrtog katarakta. Nakon toga je opustošena kušitska prijestolnica Napata, tamošnji hramovi opustošeni i uništeni kipovi kušitskih vladara. Kušiti su nakon ovoga svoju prijestolnicu premjestili dalje na jug, u Meroe, gdje su se smatrali sigurnijim.
Psamtik nije uspio iskoristiti taj uspjeh, i egipatske granice su ostale iste. Međutim, prijetnja koju su predstavljali Kušiti bila je trajno otklonjena. Psamtik je na prijestolja naslijedio sin Apries.